# USS Alabama (SSBN-731)
Lo USS Alabama (hull classification symbol SSBN-731) è il sesto sottomarino lanciamissili balistici della classe Ohio della US Navy.
L'appalto per la costruzione venne affidato alla General Dynamics Electric Boat il 27 febbraio 1978 e la nave viene varata il 19 maggio 1984 alla presenza della madrina Barbara E. Dickinson, moglie del congressista dell'Alabama William Louis Dickinson (1925–2008).

## Nella cultura di massa
- Nel sottomarino è stato ambientato il film del 1995 Allarme rosso diretto da Tony Scott